# Cyclisme aux Jeux asiatiques de 2022
Navigation
2018 2026
Les compétitions de cyclisme des Jeux asiatiques de 2022 se déroulent du 25 septembre 2023 au 5 octobre 2023 à  Hangzhou en Chine, au Chun'an Jieshou Sports Centre.

## Podiums

### Cyclisme sur route
| Épreuves                | Or                | Argent          | Bronze                |
| ----------------------- | ----------------- | --------------- | --------------------- |
| Compétitions masculines |                   |                 |                       |
| Course en ligne         | Yevgeniy Fedorov  | Alexey Lutsenko | Jambaljamts Sainbayar |
| Contre-la-montre        | Alexey Lutsenko   | Xue Ming        | Vincent Lau Wan-yau   |
| Compétitions féminines  |                   |                 |                       |
| Course en ligne         | Yang Qianyu       | Na Ah-reum      | Jutatip Maneephan     |
| Contre-la-montre        | Olga Zabelinskaïa | Eri Yonamine    | Rinata Sultanova      |

### Cyclisme sur piste
| Épreuves                | Or                                                                               | Argent                                                            | Bronze                                                                              |
| ----------------------- | -------------------------------------------------------------------------------- | ----------------------------------------------------------------- | ----------------------------------------------------------------------------------- |
| Compétitions masculines |                                                                                  |                                                                   |                                                                                     |
| Keirin                  | Zhou Yu                                                                          | Kang Seo-jun                                                      | Muhammad Ridwan Sahrom                                                              |
| Vitesse individuelle    | Kaiya Ota                                                                        | Zhou Yu                                                           | Muhammad Ridwan Sahrom                                                              |
| Vitesse par équipes     | Japon Yoshitaku Nagasako Yuta Obara Kaiya Ota Shinji Nakano                      | Chine Guo Shuai Liu Qi Zhou Yu Xue Chenxi                         | Malaisie Umar Hasbullah Fadhil Zonis Muhammad Ridwan Sahrom                         |
| Poursuite par équipes   | Japon Eiya Hashimoto Naoki Kojima Kazushige Kuboki Shoi Matsuda Shunsuke Imamura | Chine Sun Haijiao Sun Wentao Yang Yang Zhang Haiao                | Corée du Sud Jang Hun Kim Hyeon-seok Min Kyeong-ho Shin Don-gin                     |
| Course à l'américaine   | Japon Shunsuke Imamura Naoki Kojima                                              | Corée du Sud Kim Eu-ro Shin Don-gin                               | Kazakhstan Ramis Dinmukhametov Artyom Zakharov                                      |
| Omnium                  | Kazushige Kuboki                                                                 | Leung Ka-yu                                                       | Ahmed Al Mansoori                                                                   |
| Compétitions féminines  |                                                                                  |                                                                   |                                                                                     |
| Keirin                  | Mina Sato                                                                        | Wang Lijuan                                                       | Zhang Linyin                                                                        |
| Vitesse individuelle    | Mina Sato                                                                        | Yuan Liying                                                       | Riyu Ohta                                                                           |
| Vitesse par équipes     | Chine Guo Yufang Bao Shanju Yuan Liying Jiang Yulu                               | Corée du Sud Cho Sun-young Hwang Hyeon-seo Kim Hae-un Lee Hye-jin | Malaisie Nurul Aliana Syafika Azizan Nurul Izzah Izzati Mohd Asri Anis Amira Rosidi |
| Poursuite par équipes   | Japon Mizuki Ikeda Yumi Kajihara Maho Kakita Tsuyaka Uchino                      | Chine Wang Susu Wang Xiaoyue Wei Suwan Zhang Hongjie              | Hong Kong Lee Sze Wing Leung Bo Yee Leung Wing Yee Yang Qianyu                      |
| Course à l'américaine   | Japon Tsuyaka Uchino Maho Kakita                                                 | Hong Kong Yang Qianyu Lee Sze Wing                                | Corée du Sud Na Ah-reum Lee Ju-mi                                                   |
| Omnium                  | Yumi Kajihara                                                                    | Lee Sze Wing                                                      | Liu Jiali                                                                           |

### VTT
| Épreuves              | Or          | Argent      | Bronze            |
| --------------------- | ----------- | ----------- | ----------------- |
| Compétition masculine |             |             |                   |
| Cross-country         | Mi Jiujiang | Yuan Jinwei | Toki Sawada       |
| Compétition féminine  |             |             |                   |
| Cross-country         | Li Hongfeng | Ma Caixia   | Faranak Partoazar |

### BMX
| Épreuves              | Or               | Argent           | Bronze                    |
| --------------------- | ---------------- | ---------------- | ------------------------- |
| Compétition masculine |                  |                  |                           |
| Course                | Asuma Nakai      | Komet Sukprasert | Patrick Bren Coo          |
| Compétition féminine  |                  |                  |                           |
| Course                | Amellya Nur Sifa | Gu Quanquan      | Jasmine Azzahra Setyobudi |

## Tableau des médailles
| Rang  | Nation              | Or | Argent | Bronze | Total |
| ----- | ------------------- | -- | ------ | ------ | ----- |
| 1     | Japon               | 11 | 1      | 2      | 14    |
| 2     | Chine               | 5  | 10     | 2      | 17    |
| 3     | Kazakhstan          | 2  | 1      | 2      | 5     |
| 4     | Indonésie           | 1  | 0      | 1      | 2     |
| 5     | Ouzbékistan         | 1  | 0      | 0      | 1     |
| 6     | Corée du Sud        | 0  | 4      | 2      | 6     |
| 7     | Hong Kong           | 0  | 3      | 2      | 5     |
| 8     | Thaïlande           | 0  | 1      | 1      | 2     |
| 9     | Malaisie            | 0  | 0      | 4      | 4     |
| 10    | Émirats arabes unis | 0  | 0      | 1      | 1     |
| 10    | Iran                | 0  | 0      | 1      | 1     |
| 10    | Mongolie            | 0  | 0      | 1      | 1     |
| 10    | Philippines         | 0  | 0      | 1      | 1     |
| Total | Total               | 20 | 20     | 20     | 60    |